# フスティ・サボルチ
フスティ・サボルチ（ハンガリー語: Huszti Szabolcs, 1983年4月18日 - ）は、ハンガリーの元サッカー選手、サッカー指導者。現役時代のポジションはミッドフィールダー。

## 経歴
2002年、フェレンツヴァーロシュTCでプロデビュー。レンタル先のFCショプロンでの活躍が認められ、2004年4月の日本戦でA代表デビュー。いきなりゴールを挙げ、勝利に貢献した。フェレンツヴァーロシュ復帰後もコンスタントに活躍し、グラスゴー・レンジャーズFC、ウェスト・ブロムウィッチ・アルビオンFCなどからオファーが届くも、2005年夏、フランスのFCメスへ移籍。しかしフスティは、あまり出場機会に恵まれず、チームもリーグ・ドゥへと降格し、わずか1年でメスを後にすることになった。
2006年7月、ハノーファー96へ移籍。高精度の左足のキックを武器に、在籍3年半で81試合・17得点の結果を残した。特に2007-2008シーズンは、10得点・7アシストとチームの8位の立役者となった。2009年に入ってからは、中村俊輔の後釜としてセルティックFCから獲得オファーが届いていたが、最終的には同年2月にアーセナルFCへと移籍したアンドレイ・アルシャヴィンの後釜としてFCゼニト・サンクトペテルブルクへ移籍。
2010年9月、所属クラブでのプレーに専念するとして、代表からの引退を表明した。
2012年7月、古巣ハノーファーに3年ぶりに移籍。
2014年7月、中国サッカー・スーパーリーグの長春亜泰に移籍した。
2015年12月、アイントラハト・フランクフルトへ2017年6月までの1年半契約で完全移籍した。
2017年、長春亜泰に復帰した。
2018年1月11日、母国ハンガリーのヴィデオトンFCに移籍した。
2020年に現役引退を表明した。

## 個人成績

### 代表での成績
出典
| ハンガリー代表 | 国際Aマッチ | 国際Aマッチ |
| 年             | 出場        | 得点        |
| -------------- | ----------- | ----------- |
| 2004           | 7           | 3           |
| 2005           | 10          | 1           |
| 2006           | 8           | 2           |
| 2007           | 3           | 0           |
| 2008           | 10          | 0           |
| 2009           | 8           | 1           |
| 2010           | 5           | 0           |
| 通算           | 51          | 7           |